# Könkäänlampi (sjö, lat 66,62, long 29,33)
Luopulampi eller Könkäänlampi är en sjö i Finland. Den ligger i kommunen Salla i landskapet Lappland, i den nordöstra delen av landet, 700 km norr om huvudstaden Helsingfors. Könkäänlampi ligger 279,4 meter över havet. Arean är 8,6 hektar och strandlinjen är 1,51 kilometer lång. Sjön  ingår i Koundaälvens huvudavrinningsområde. 